# Église locale
Pour les articles homonymes, voir Église.
Une Église locale est, dans l'Église catholique, une communauté qui regroupe des catholiques, souvent un diocèse confié à un évêque.

## Église locale et Église particulière
Selon la définition de la Conférence des évêques de France, une Église locale est l'« ensemble des communautés chrétiennes sous la responsabilité d’un évêque, dans un territoire déterminé », qu'il s'agisse d'un diocèse, d'un département ou d'un pays.
Une Église particulière est une juridiction ou une circonscription de l'Église catholique, avec laquelle elle se trouve en communion. Elle peut être une Église locale ou représenter un ensemble plus vaste.

## Étymologie
Dans la Septante, version grecque de la Bible hébraïque, le mot grec ekklesia (église) désigne une assemblée convoquée pour des raisons religieuses, souvent pour le culte. Dans cette traduction, le grec ekklesia correspond toujours à l'hébreu qahal qui est cependant parfois aussi traduit par synagôgè (synagogue). Pour le judaïsme du premier siècle, ekklesia évoque immédiatement la synagogue, à comprendre comme l'assemblée de Dieu. Les mots « église » et « synagogue » étaient ainsi deux termes synonymes. Ils ne prendront un sens différent que parce que les chrétiens s'approprieront le mot église, réservant celui de synagogue aux assemblées des juifs qui refusent le christianisme et dont ils se distinguent de plus en plus clairement. 